# Ursus C-342
URSUS 

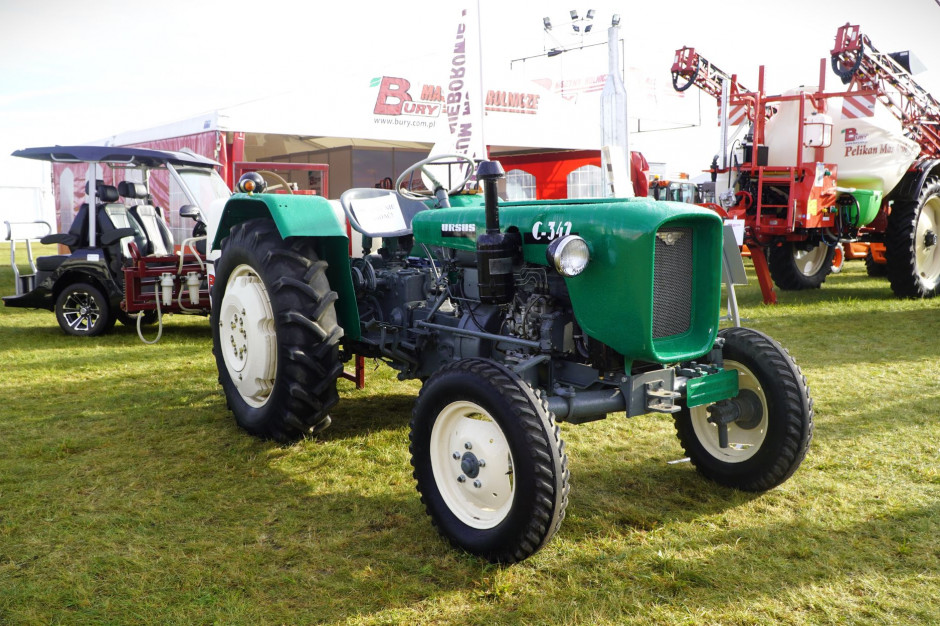
URSUS C-342 z muzeum w Nieborowie

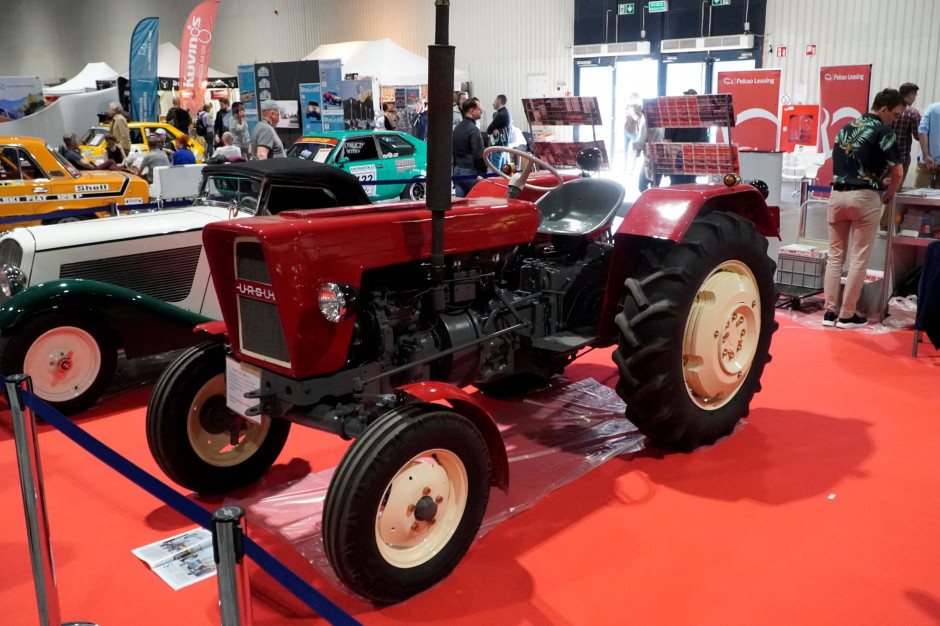
URSUS C-342 z silnikiem Perkinsa

C-342 to prototyp na bazie Ursusa C-325, posiadający trzy cylindrowy silnik S-313. Obecnie istnieją dwa egzemplarze. Oryginalny z muzeum w Szreniawie i wizja własna, właściciela muzeum w Nieborowie, wykorzystująca tył C-335, prototypowy silnik S-313 i maskę wykonaną, na wzór tej ze zmodernizowanego Ursusa C-328. W tym samym muzeum, znajduje się C-342 z trzy cylindrowym silnikiem Perkinsa, lecz maską z pierwszych C-330.